# Ampulex crudelis
Ampulex crudelis là một loài côn trùng cánh màng trong họ Ampulicidae, thuộc chi Ampulex. Loài này được Bingham miêu tả khoa học đầu tiên năm 1897.